# مسابقات شنای آمریکای جنوبی
مسابقات شنا آمریکای جنوبی (به انگلیسی: South American Swimming Championships) مسابقاتی است که در رشتهٔ شنا هر ۲ سال یک بار در منطقه آمریکای جنوبی برگزار می‌شود.

## مسابقات
| سال  | دوره | شهر                          | کشور     | تاریخ            |
| ---- | ---- | ---------------------------- | -------- | ---------------- |
| ۱۹۹۸ |      | سن فلیپ                      | ونزوئلا  | ۸–۱۱ آوریل       |
| ۲۰۰۰ |      | مار دل پلاتا                 | آرژانتین | ۱۲–۱۵ آوریل      |
| ۲۰۰۲ |      | بلم                          | برزیل    | ۱۳–۱۷ مارس       |
| ۲۰۰۴ |      | مالدونادو                    | اروگوئه  | ۲۵–۲۸ مارس       |
| ۲۰۰۶ |      | مدلین کارتاگنا (واترپلو)     | کلمبیا   | ۱–۵، ۸ و ۱۰ مارس |
| ۲۰۰۸ |      | سائوپائولو                   | برزیل    | ۱۲–۱۶ مارس       |
| ۲۰۱۰ |      | مدلین (South American Games) | کلمبیا   | ۲۰–۲۹ مارس       |
| ۲۰۱۲ |      | بلم                          | برزیل    | ۱۱–۲۵ مارس       |

## کشورهای شرکت‌کننده
| - آرژانتین - بولیوی - برزیل - کلمبیا | - شیلی - اکوادور - گویان - پاراگوئه | - پرو - سورینام - اروگوئه - ونزوئلا |